# Sareb
La Societat de Gestió d'Actius Procedents de la Reestructuració Bancària, més coneguda per l'acrònim Sareb, és el nom de la societat anònima pel qual es coneix el banc dolent que es va crear a Espanya el 19 de novembre de 2012. El 31 d'agost de 2012, el Govern d'Espanya va aprovar per Reial decret llei la creació d'un banc dolent per treure els actius tòxics dels bancs. És una iniciativa que demanaven els promotors immobiliaris per treure els lligams financers i ajudar que el crèdit tornés a fluir.
S'hauran de traspassar els actius adjudicats o rebuts en pagament de deute relacionat amb el finançament del sòl per a la promoció immobiliària espanyola o amb el finançament de construccions o promocions immobiliàries a Espanya sempre que figurin en els balanços amb anterioritat al 30 de juny de 2012 i el seu valor net comptable sigui superior a 100.000 euros.
És una entitat privada participada amb un 45% de capital públic, que està en mans del Fons de Reestructuració Ordenada Bancària (FROB).
El 2014 va tancar l'any amb uns ingressos totals de 5.000 milions i un benefici operatiu de 1.000 milions, segons un informe previ publicat pel president Jaime Echegoyen el gener de 2015.